# Лоренс (округ, Миссури)

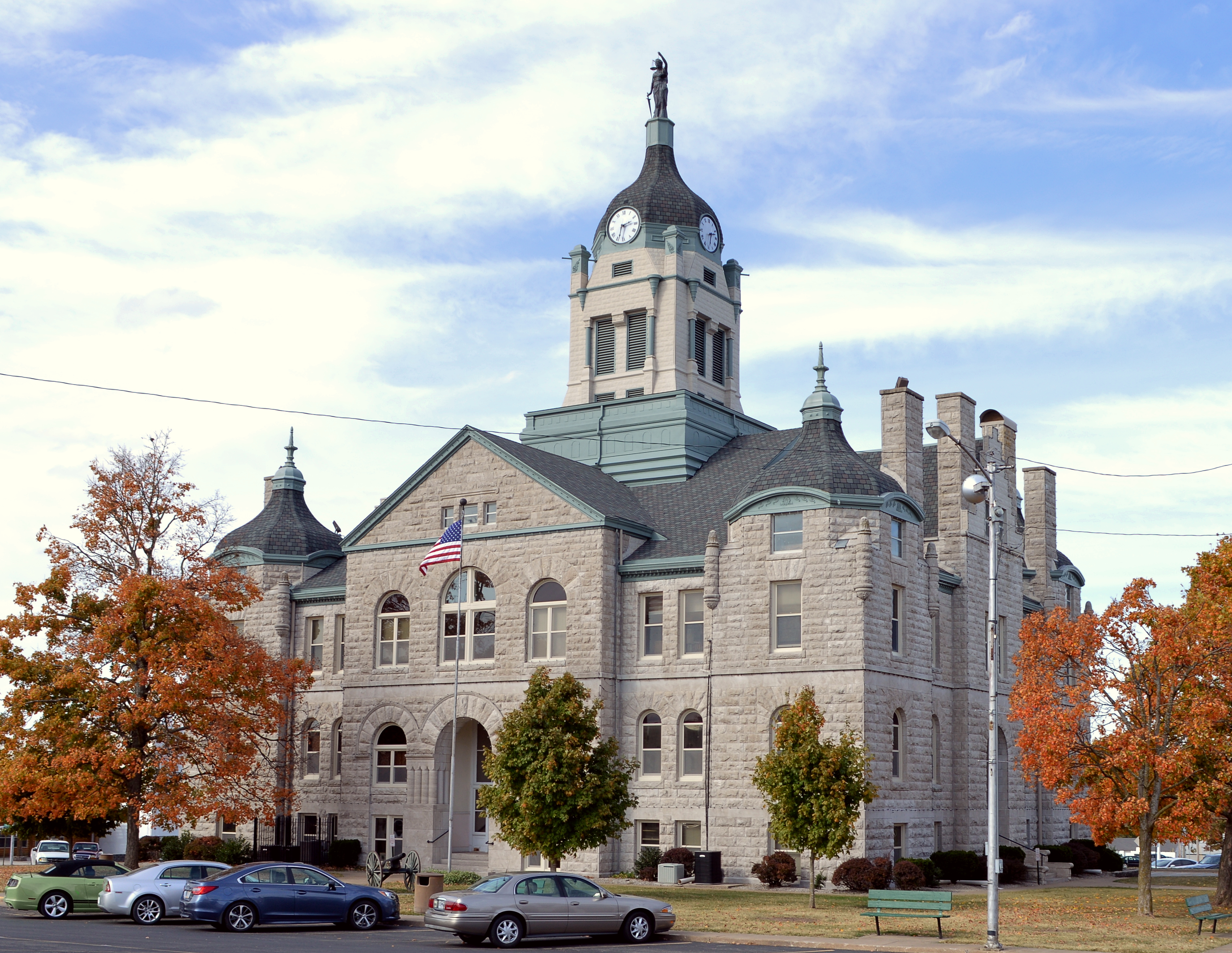
Здание суда в округе Лоренс

Округ Ло́ренс (англ. Lawrence County) — округ штата Миссури, США. Население округа на 2009 год составляло 37 648 человек. Административный центр округа — город Маунт-Вернон.

## История
Округ Лоренс основан в 1843 году.

## География
Округ занимает площадь 1587.7 км2.

## Демография
Согласно оценке Бюро переписи населения США, в округе Лоренс в 2009 году проживало 37 648 человек. Плотность населения составляла 23.7 человек на квадратный километр.